# Regarde les hommes tomber
Regarde les hommes tomber è un film del 1994 diretto da Jacques Audiard, tratto dal romanzo Triangle di Teri White.
Fu presentato nella Settimana internazionale della critica del 47º Festival di Cannes.

## Riconoscimenti
- 1995 - Premio César
  - Migliore opera prima
  - Migliore promessa maschile (Mathieu Kassovitz)
  - Miglior montaggio
- 1994 - Premio Georges e Ruta Sadoul
  - Miglior film francese